# Gracilinitocris gracilenta
Gracilinitocris gracilenta là một loài bọ cánh cứng trong họ Cerambycidae.